# Geodia contorta
Espèce
Synonymes
Pachymatisma contorta
Isops contorta
Geodia contorta est une espèce d'éponges de la famille des Geodiidae présente dans les eaux des îles Fidji, dans l'océan Pacifique sud.

## Taxonomie
L'espèce est décrite par James Scott Bowerbank en 1873.

## Distribution
La localité type de l'espèce provient des eaux des îles Fidji, dans l'océan Pacifique sud.